# نانسى أولسون
نانسى أولسون (بالإنجليزية: Nancy Olson)‏ هي ممثلة أمريكية، ولدت في 14 يوليو 1928 في الولايات المتحدة.

## أعمال

### أفلام
- (1950) سانسيت بوليفارد

## ترشيحات
- جائزة الأوسكار لأفضل ممثلة مساعدة، عن عمل: سانسيت بوليفارد (1950)

## وصلات خارجية
- نانسى أولسون على موقع IMDb (الإنجليزية)
- نانسى أولسون على موقع ألو سيني (الفرنسية)
- نانسى أولسون على موقع تيرنر كلاسيك موفيز (الإنجليزية)
- نانسى أولسون على موقع أول موفي (الإنجليزية)
- نانسى أولسون على موقع قاعدة بيانات برودواي على الإنترنت (الإنجليزية)
- نانسى أولسون على موقع قاعدة بيانات الأفلام السويدية (السويدية)
- نانسى أولسون على موقع إن إن دي بي (الإنجليزية)
- نانسى أولسون على موقع قاعدة بيانات الفيلم (الإنجليزية)
- نانسى أولسون على موقع كينوبويسك (الروسية)